# Barkhamsted
Barkhamsted es un pueblo ubicado en el condado de Litchfield en el estado estadounidense de Connecticut. En el año 2005 tenía una población de 3.711 habitantes y una densidad poblacional de 40 personas por km².

## Geografía
Barkhamsted se encuentra ubicada en las coordenadas 41°55′45″N 72°58′20″O / 41.92917, -72.97222.

## Demografía
Según la Oficina del Censo en 2000 los ingresos medios por hogar en la localidad eran de $65,972, y los ingresos medios por familia eran $73,218. Los hombres tenían unos ingresos medios de $51,925 frente a los $38,102 para las mujeres. La renta per cápita para la localidad era de $28,961. Alrededor del 3.0% de la población estaban por debajo del umbral de pobreza.